# Patshaling
Patshaling – gewog w dystrykcie Cirang, w Bhutanie. Według danych z 2017 roku liczył 1159 mieszkańców.